# Westerklief
Westerklief is een woonplaats in de gemeente Hollands Kroon in de provincie Noord-Holland.
Westerklief ligt net ten oosten van De Haukes en Hollebalg en ten westen van Oosterklief. De plaats is samen met de laatstgenoemde een van de oudste plaatsen in Wieringen. Echter de plaatsnaam is afkomstig uit de tijd dat Wieringen een eiland was geworden. Door de door zeegolven aangevreten keileembulten ontstond er een soort kliffen. Voordat het een eiland was, was het gebied licht bewoond omdat er genoeg andere plekken waren waar men kon wonen. Toen Wieringen een eiland was geworden, was het een van de hoogste punten van Wieringen. Het aantal mensen dat er kwam wonen werd groter, omdat het een veilig vluchtoord was als de zee flink te keer ging en er een grote kans was op vloedrampen.
Lange tijd waren Westerklief en Oosterklief ongeveer gelijk in aantal inwoners. In 1840 was het zelfs helemaal gelijk, 35 inwoners. Maar daarna steeg het aantal bewoningen in Westerklief terwijl Oosterklief nauwelijks groeide. In 1998 had Westerklief ongeveer 70 inwoners en Oosterklief 45 inwoners.
In 1996 werd hier een Vikingschat gevonden, bestaande uit zilveren sieraden, munten en baren.

## Afbeeldingen

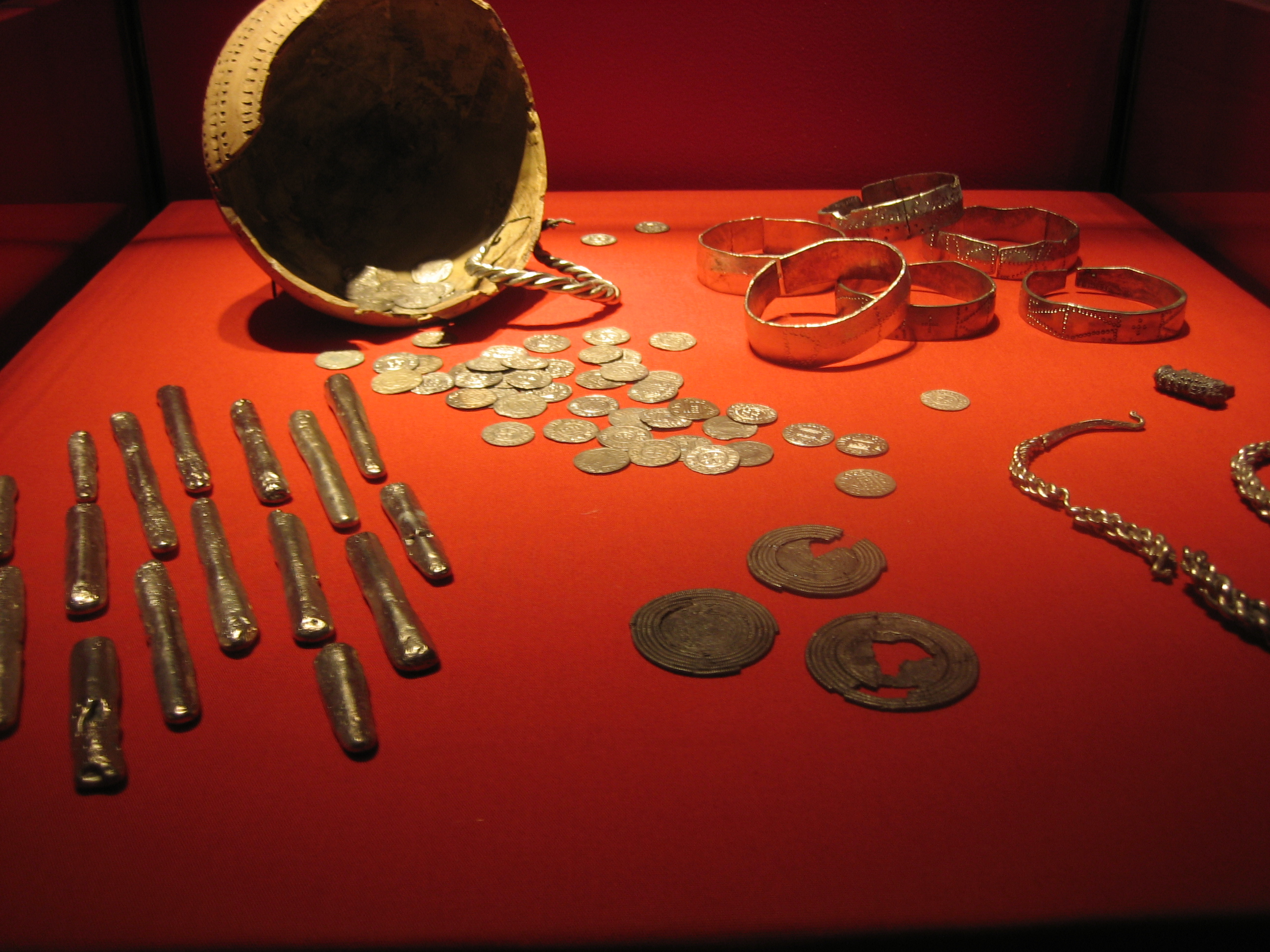
Vikingschat van Westerklief

Dorpen en gehuchten: Anna Paulowna · Barsingerhorn · Breezand · Den Oever · Haringhuizen · Hippolytushoef · De Haukes · Kleine Sluis · Kolhorn · Kreil · Kreileroord · Lutjewinkel · Middenmeer · Moerbeek · Nieuwe Niedorp · Nieuwesluis · Oosterklief · Oosterland · Oude Niedorp · Slootdorp · Smerp · Stroe · De Strook · Terdiek · Tolke (deels) · Van Ewijcksluis · Vatrop · 't Veld · Verlaat (deels) · Westerklief · Westerland · Wieringerwaard · Wieringerwerf · Winkel · Zijdewind

Buurtschappen: Blokhuizen · Dam · De Belt · De Bomen · De Elft · Emaus · Gelderse Buurt · De Gest · Groetpolder · Hanedoes · De Heid · De Hoelm · Hogebieren · Hollebalg · De Kampen · Langereis (deels) · De Leijen · Lutjekolhorn · Mientbrug · Noord-Stroe · Noordburen · Noorderbuurt · De Normer · Poolland · Spoorbuurt · Tin · Vennik (deels) · Wateringskant · De Weel (deels) · De Weere · Westeinde  · Zandburen

Noord-Holland: Steden en dorpen    Nederland: Provincies · Gemeenten